# Каштанова, Елена Романовна
Елена Романовна Каштанова (9 апреля 1922, Ащерино, Симбирская губерния — 1997) — трактористка колхоза «Прогресс» Сурского района Ульяновской области, Герой Социалистического Труда (1966).

## Биография
Работать начала с 14 лет в колхозе «Пробуждение». В 1941 году в числе 12 девушек окончила курсы трактористов в машинно-тракторной станции им. Куйбышева в с. Араповка Сурского района. С августа того же года работала трактористкой в селе Земницы Сурского района в колхозе «Пробуждение», затем в укрупнённом колхозе «Прогресс».
С 1956 года член КПСС. По итогам работы 1965—1966 годов была включена в Книгу трудовой славы Ульяновской области. Указом Президиума Верховного Совета СССР от 23 июня 1966 года с формулировкой «за успехи, достигнутые в увеличении производства и заготовок пшеницы, ржи, гречихи, риса, других зерновых и кормовых культур и высокопроизводительном использовании техники» Каштановой присвоено звание Героя Социалистического Труда с вручением ордена Ленина и золотой медали «Серп и Молот».
Принимала участие во Всесоюзных соревнованиях трактористов в Туле, по результатам которых получила приз имени Паши Ангелиной. В дополнение к этому рабочие Волгоградского тракторного завода прислали 8 марта 1970 года победившей на соревнованиях Каштановой подарок — именной трактор ДТ-75.
В 1966 году входила в делегацию XXIII съезда КПСС. Избиралась членом Ульяновского обкома и Сурского райкома КПСС, депутатом сельского и районного Советов депутатов.
Неоднократно награждалась почётными грамотами, благодарственными письмами, медалями. Награждена орденом Октябрьской Революции (07.12.1973).
На пенсии с 1980 года.